# 瓦妮萨·欣茨
瓦妮萨·欣茨（德語：Vanessa Hinz，1992年3月24日—），德国女子冬季两项运动员。她曾代表德国参加2018年和2022年冬季奥林匹克运动会冬季两项比赛，其中2022年冬季奥运会获得一枚铜牌。